# (295565) Hannover
(295565) Hannover est un astéroïde de la ceinture principale.

## Description
(295565) Hannover est un astéroïde de la ceinture principale. Il fut découvert le 27 septembre 2008 à Taunus par Stefan Karge et Erwin Schwab. Il présente une orbite caractérisée par un demi-grand axe de 2,58 UA, une excentricité de 0,15 et une inclinaison de 7,2° par rapport à l'écliptique.

## Compléments